# Schiffsfriedhof

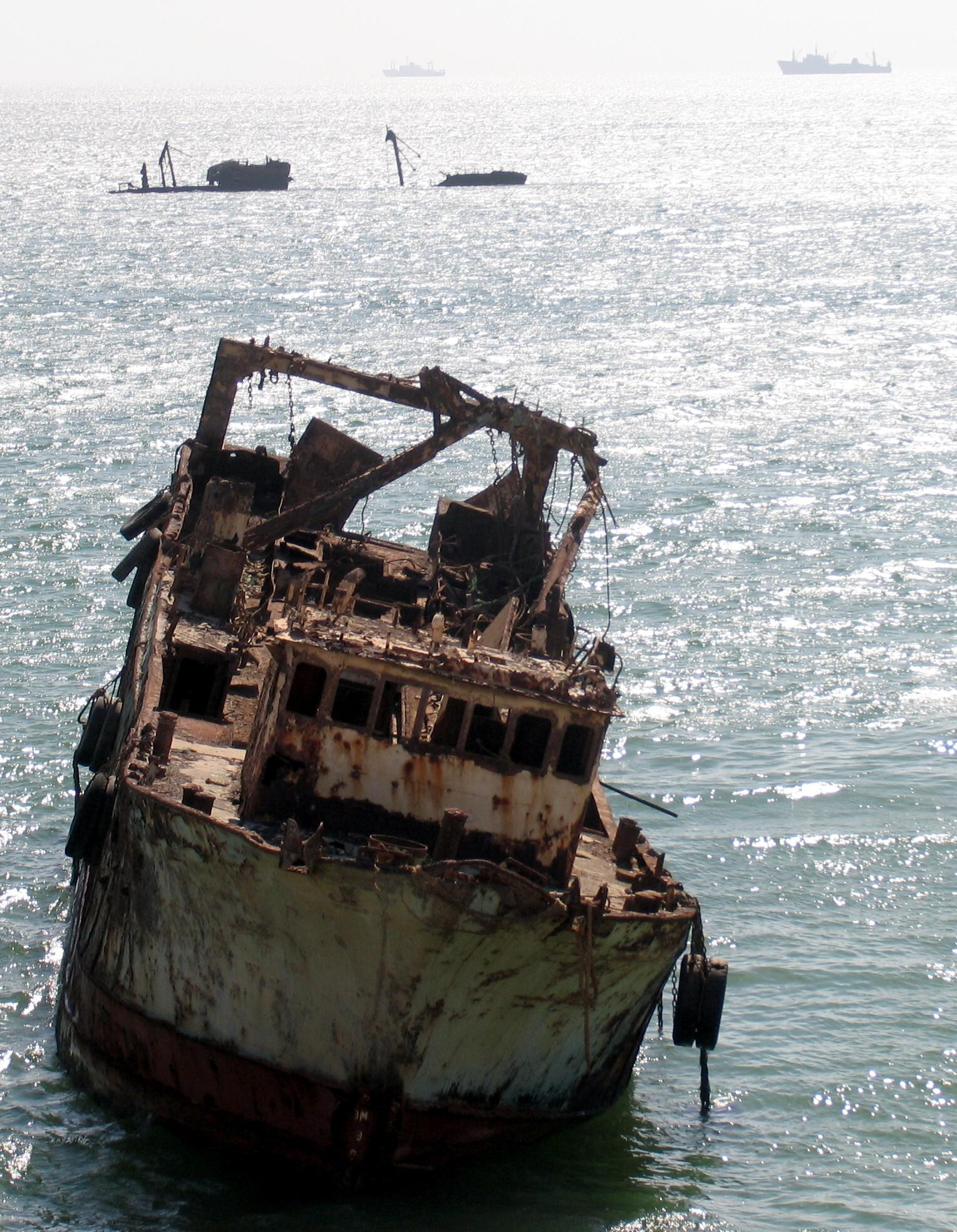
Schiffsfriedhof von Nouadhibou: Hinter dem Wrack im Vordergrund liegt ein weiteres, halbgesunkenes Wrack

Als Schiffsfriedhof bezeichnet man einen Ort, an dem zahlreiche Schiffe gesunken oder unrettbar gestrandet sind, versenkt wurden oder dem Verfall preisgegeben werden.

„Nicht nur Menschen, auch Schiffe sterben. Die Krankheiten, an welchen diese zu Grunde gehen, heißen Sturm, Brandung und Riff. Der Todeskampf ist ein grausig langer, und dann folgt die Grablegung auf irgend einer einsamen Klippe. Das stolze Fahrzeug, welches seine Flagge von  Weltmeer zu Weltmeer trug, dem der Erdball fast zu enge war, ruht zerschellt und zerbrochen von seiner Odysseusfahrt aus auf weltvergessenem öden Strande. Trifft ein gleiches Los am selben Ort noch andere Schiffe, dann entsteht aus den Trümmern ein Schiffsfriedhof wie zu Allinge auf der Insel Bornholm, welche durch ihre furchtbaren Stürme fast ebenso berüchtigt ist, wie die Geirfuglasker an der Südwestküste von Island.“

## Schiffsfriedhöfe in schwierigen Gewässern

False Bay in Südafrika, einer der großen Schiffsfriedhöfe

Der bekannteste Schiffsfriedhof der Welt liegt aufgrund der berüchtigten Wetter- und Strömungsverhältnisse der dortigen Gewässer in der Gegend um Kap Hoorn vor der Südspitze Südamerikas. Nach europäischen Statistiken sind mehr als 800 Schiffe in der Region gesunken, über 10.000 Menschen haben dort ihr Leben verloren.
Ein weiterer bedeutender Schiffsfriedhof ist die False Bay an der Küste Südafrikas mit 300 Schiffswracks. Die False Bay liegt direkt östlich der Landzunge, auf der mit Cape Point und dem Kap der Guten Hoffnung die südwestlichsten Punkte Südafrikas liegen. Früher verwechselten von Osten kommende Segelschiffe manchmal das östlich der False Bay gelegene Cape Hangklip mit jener Landzunge und ihren Kaps, die den geographischen Punkt markieren, ab dem die Schiffsroute wieder nach Norden führte. So segelten die Schiffe nordwärts in die Bucht zwischen den Kaps, die daraufhin den Namen „False Bay“ (auf Deutsch: Falsche Bucht) erhielt.
Ein großer Schiffsfriedhof liegt im Nordpazifik vor der Küste von Nordamerika. Der Friedhof des Pazifiks (englisch Graveyard of the Pacific) erstreckt sich ungefähr von der Tillamook Bay bis zur Nordspitze von Vancouver Island und umfasst damit die Mündung des Columbia River mit der Columbia Bar sowie die Einfahrt zur Juan-de-Fuca-Straße. Auf Grund der schwierigen Wetter-, Strömungs- und Küstenverhältnisse sind dort mehr als 2000 Schiffe gesunken.

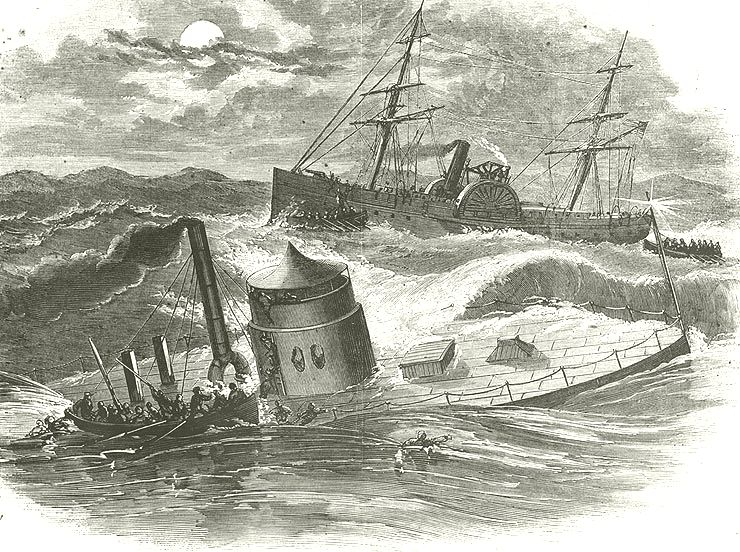
Die Monitor sinkt in einem Sturm am Cape Hatteras in der Nacht vom 30./31. Dezember 1862 (Stich aus Harper’s Weekly, 1863)

Gleich zwei Regionen werden als „Friedhof des Atlantiks“ (englisch Graveyard of the Atlantic) bezeichnet: Sable Island ist eine sandige Insel im Atlantik, die zur kanadischen Provinz Neuschottland gehört. Die 42 km lange, schmale Insel, die sich etwa 160 km südöstlich von Canso am gleichnamigen Kap von Neuschottland und rund 290 km ostsüdöstlich von Halifax befindet, ist einer der abgelegensten Orte Kanadas. Sie ist als „Friedhof des Atlantiks“ berüchtigt, weil seit 1583 über 350 Schiffbrüche an ihrer Küste über 10.000 Seeleute das Leben kosteten. Ursache hierfür ist, dass die Insel sehr weit vor der Küste, in der Nähe von Schifffahrtsrouten liegt und zu einem Drittel des Jahres Nebel in diesem Gebiet die Sicht nimmt. Viele der Schiffswracks liegen noch heute an der Küste der Insel.
Ebenfalls „Friedhof des Atlantiks“ genannt wird die Gegend um Cape Hatteras vor der Inselkette der Outer Banks von North Carolina, USA. Dort sind seit dem frühen 16. Jahrhundert über 5000 Schiffsverluste dokumentiert. Von den meisten gibt es heute keine Überreste mehr: Auf Unterlagen von Sporttauchern sind z. B. nur die Positionen von ca. 135 Wracks vermerkt.
Weitere Beispiele von Schiffsfriedhöfen reichen vom britischen Land’s End über Teile der isländischen Küste (insbesondere Snæfellsbær, das allein im 17. und 18. Jahrhundert 700 Tote zu beklagen hatte) zur Riffregion Abu Nuhas im Roten Meer. Einen Schiffsfriedhof „an Land“ bildet die namibische Skelettküste, an der zahlreiche Schiffe strandeten und noch heute einige Wracks auf dem Strand liegen; ihren Namen hat die Skelettküste allerdings nicht aufgrund der Schiffsunglücke selbst, sondern aufgrund der direkt an der Küste liegenden Namib-Wüste, die Gestrandeten meist wenig Überlebenschancen ließ.
Als Mythos zu bezeichnen ist hingegen der Schiffsfriedhof Bermudadreieck, ein Seegebiet im Atlantik, in dem eine auffällig große Anzahl von Schiffen und Flugzeugen unter teils mysteriösen Umständen verloren gegangen sein soll. Tatsächlich ist die Zahl der dort vermissten Fahrzeuge jedoch unauffällig (siehe eigener Artikel).

## Schiffsfriedhöfe durch Seeschlachten
Eine Vielzahl von Kriegen und Seegefechten hat zu hohen Verlusten von Schiffen geführt. Dazu gehören:

### Schlacht von Salamis 480 v. Chr.
In der größten Seeschlacht im Altertum, der Schlacht von Salamis im Jahr 480 v. Chr., versenkten die griechische wie auch die persische Seite feindliche Schiffe in der Region um Salamis in Griechenland. Die Angaben über den Umfang der Flotten sind nicht einheitlich überliefert, die moderne Wissenschaft geht aber davon aus, dass etwa 380 griechische Schiffe ungefähr 500 persischen Schiffen gegenüberstanden. Während der eintägigen Schlacht sanken laut Diodorus Siculus 40 griechische und 200 persische Schiffe; zudem kamen nach Herodot viele Perser ums Leben, weil sie nicht schwimmen konnten, während sich die Griechen schwimmend auf die nahe Insel Salamis retteten. Die Angaben sind allerdings schwer zu überprüfen.

### Schlacht von Lepanto (1571)

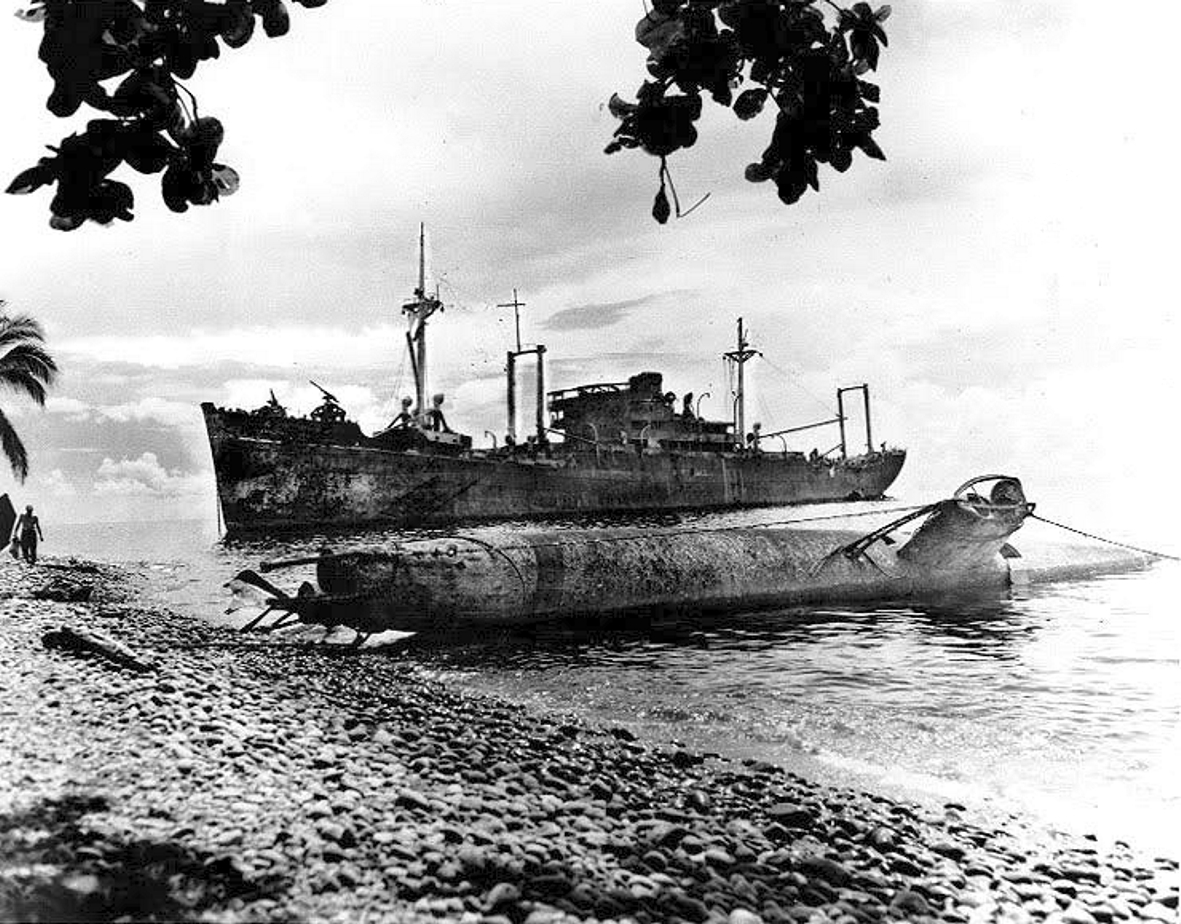
Japanische Wracks in Guadalcanal 1944

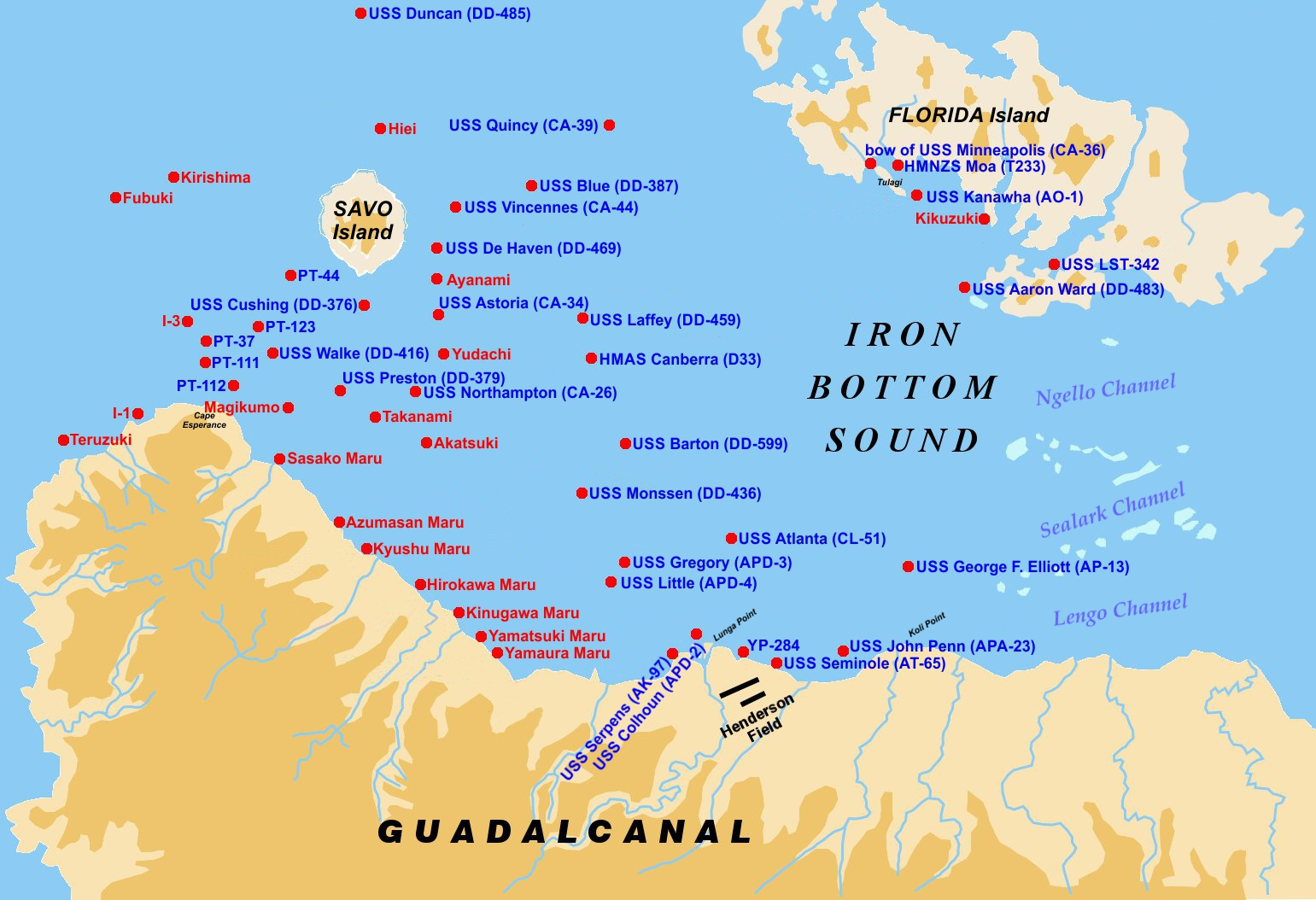
Ironbottom Sound mit Schiffspositionen

Am 7. Oktober 1571 kämpften die Flotte der christlichen Mittelmeermächte (sog. Heilige Liga unter Führung von Spanien) und die Flotte des Osmanischen Reiches vor der griechischen Meerenge von Lepanto (zwischen Patras und den südlichen Ionischen Inseln). Die Osmanen unterlagen schließlich, nicht zuletzt durch den neuartigen Einsatz von elf Galeassen auf spanisch-christlicher Seite; die hochbordigen Schiffe konnten nicht geentert werden, dafür aber nach allen Seiten schießen. So vernichteten sie allein 35 % der osmanischen Flotte. Auf spanisch-christlicher Seite nahmen 211 Schiffe an der Schlacht teil, von denen 13 verlorengingen. Auf osmanischer Seite waren 260 Schiffe beteiligt; davon wurden 80 Schiffe versenkt und 30 selbst auf Grund gesetzt. Gerade vor der Insel Oxia sollen viele Schiffe gesunken sein.
Viele Forscher suchten erfolglos nach Überresten der Seeschlacht, unter anderem auch Jacques Cousteau. Problematisch war einerseits die Verlandung des Gebietes, wodurch ehemaliges Schlachtgebiet über die Jahrhunderte zu Schwemmland geworden ist. Andererseits haben Schleppnetzfischer ihr tonnenschweres Gerät über das Schlachtgebiet gezogen, wodurch Experten bereits kein vollständiges Wrack mehr erwarteten. Wie von einer ZDF-Sendung („ZDF Expedition“) mit Erstausstrahlung am 30. Juni 2002 berichtet wurde, fanden schließlich Archäologen des Forschungsschiffs Aries Star zumindest einen Teil des Schlachtfeldes, als sie Hinweisen von Fischern folgten und vor der Halbinsel Oxeia in zehn Metern Wassertiefe Waffen und Ausrüstung aus dem 16. Jahrhundert und die Überreste eines zivilen Schiffes – vermutlich einer Galeere – entdeckten.

### Pazifikkrieg im Zweiten Weltkrieg
Im Zweiten Weltkrieg entstanden durch den Pazifikkrieg, der vor allem zwischen Japan und den USA ausgetragen wurde, zwei große Schiffsfriedhöfe. Als Ironbottom Sound (Eisensund) wird seither die See im Salomonen-Archipel zwischen den Inseln Guadalcanal im Süden, Savo Island im Westen und Florida Islands im Norden genannt. Die Bezeichnung beruht auf den fast 50 Schiffen der Alliierten und Japaner, die hier während der Schlacht um Guadalcanal (August 1942 bis Februar 1943) gesunken oder an die Küsten gelaufen sind. Der Iron Bottom Sound stellte die Südstation des Tokyo Express dar, mit dem die Japaner versuchten ihre Truppen auf Guadalcanal zu unterstützen. Seitdem liegen hier zahlreiche Wracks, vor allem der japanischen Flotte. Vor dem Krieg wurde das Gebiet als Sealark-Sound bezeichnet.
Seit der Schlacht um Midway zwischen amerikanischen und japanischen Marineverbänden wird das dortige Seegebiet als „Friedhof der Flugzeugträger“ bezeichnet.

## Schiffsfriedhöfe durch Selbstversenkung
Fälle von Selbstversenkung spielen vor allem bei Flotten von Kriegsmarinen oder strategischen Versenkungen zu Blockadezwecken eine Rolle. Ein Beispiel ist Mallows Bay in der Nähe von Washington, D.C. (USA). In einem Seitenarm des Potomac River wurden mehr als 100 Schiffe aus der Zeit vor dem Ersten Weltkrieg versenkt.

### Wikingerschiffe von Skuldelev
In einem Fjord der dänischen Insel Seeland in der Nähe von Roskilde wurden vermutlich zwischen den Jahren 950 und 1050 fünf Wikingerschiffe versenkt. Die Schiffe wurden offenbar in der Absicht, den Hafen von Roskilde vor Angriffen vom Meer aus zu schützen, von den Masten und Decksplanken befreit und mit Steinen beladen und als Barriere versenkt.
1957 untersuchten Taucher die Fundstelle, ab 1962 wurde sie trockengelegt und archäologisch untersucht. Die Funde – insgesamt etwa 50.000 Stücke, davon rund 1500 größere Wrackteile – wurden vollständig geborgen und werden heute in dem Museum Vikingeskibshallen in Roskilde ausgestellt.

### Die deutsche Hochseeflotte 1919

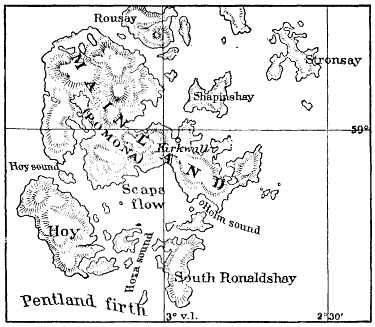
Scapa Flow

Nach Ende des Ersten Weltkrieges wurden 74 Schiffe der deutschen Hochseeflotte gemäß den Waffenstillstandsbestimmungen im schottischen Scapa Flow interniert, darunter zehn Großlinienschiffe und fünf Große Kreuzer. Nach dem Waffenstillstand gab Konteradmiral Ludwig von Reuter am 21. Juni 1919 den Befehl zur Selbstversenkung der entwaffneten Flotte.
Scapa Flow ist eine Art Bucht, die sich aus der Lage der im südlichen Teil der Orkney gelegenen Inseln Mainland, Burray, South Ronaldsay, Flotta und Hoy ergibt. Der Ankerplatz der deutschen Flotte in Scapa Flow befand sich in dem Bring Deeps genannten Teil der Bucht, der etwa zwischen der Insel Hoy und den kleineren Inseln Graemsay und Fara liegt.
Bis zum Zweiten Weltkrieg wurden die meisten Schiffe gehoben und entweder verschrottet oder wieder instand gesetzt. Sieben im Scapa Flow verbliebene Schiffe werden zum Teil noch von Wracktauchern besucht.

### U-Boote des Zweiten Weltkriegs
Nach dem Zweiten Weltkrieg wurden zahlreiche U-Boote der deutschen und japanischen Marine zerstört. Die Operation Deadlight war eine militärische Operation der britischen Royal Navy und der polnischen Marine in Europa. Nach der Kapitulation Deutschlands wurden bis Ende 1945 alle fahrbereiten deutschen U-Boote demunitioniert und in die schottischen Häfen Loch Ryan und Loch Eriboll sowie Moville und Lisahally in Nordirland überführt (ca. 155 U-Boote).
Im Zielgebiet wurden die U-Boote hauptsächlich von britischen Zerstörern mittels Schiffsartillerie sowie durch Flugzeuge der RAF versenkt. Die Versenkungsaktion begann am Dienstag, 27. November 1945 und endete am 12. Februar 1946 um 10 Uhr mit der Versenkung von U 3514.
Im Rahmen der japanischen Demilitarisierung wurden 24 erbeutete U-Boote der Kaiserlich japanischen Marine während der Operation Road’s End am 1. April 1946 unweit der Gotō-Inseln durch Sprengungen versenkt, darunter auch ein U-Kreuzer der Sen-Toku-Klasse sowie I-58, das den amerikanischen Schweren Kreuzer Indianapolis versenkt hatte.

### Chemiewaffen des Zweiten Weltkriegs
Die Alliierten versenkten 40 mit chemischen Kampfstoffen beladene Schiffe 1946 zwischen Norwegen und Dänemark in einer Tiefe von 600 bis 800 Meter im Norwegengraben. Die gefährliche Hinterlassenschaft des Dritten Reiches bestand aus etwa 130.000 Tonnen chemischer Waffen. Siehe auch Herbert Norkus.

## Schiffsfriedhöfe durch Verfall

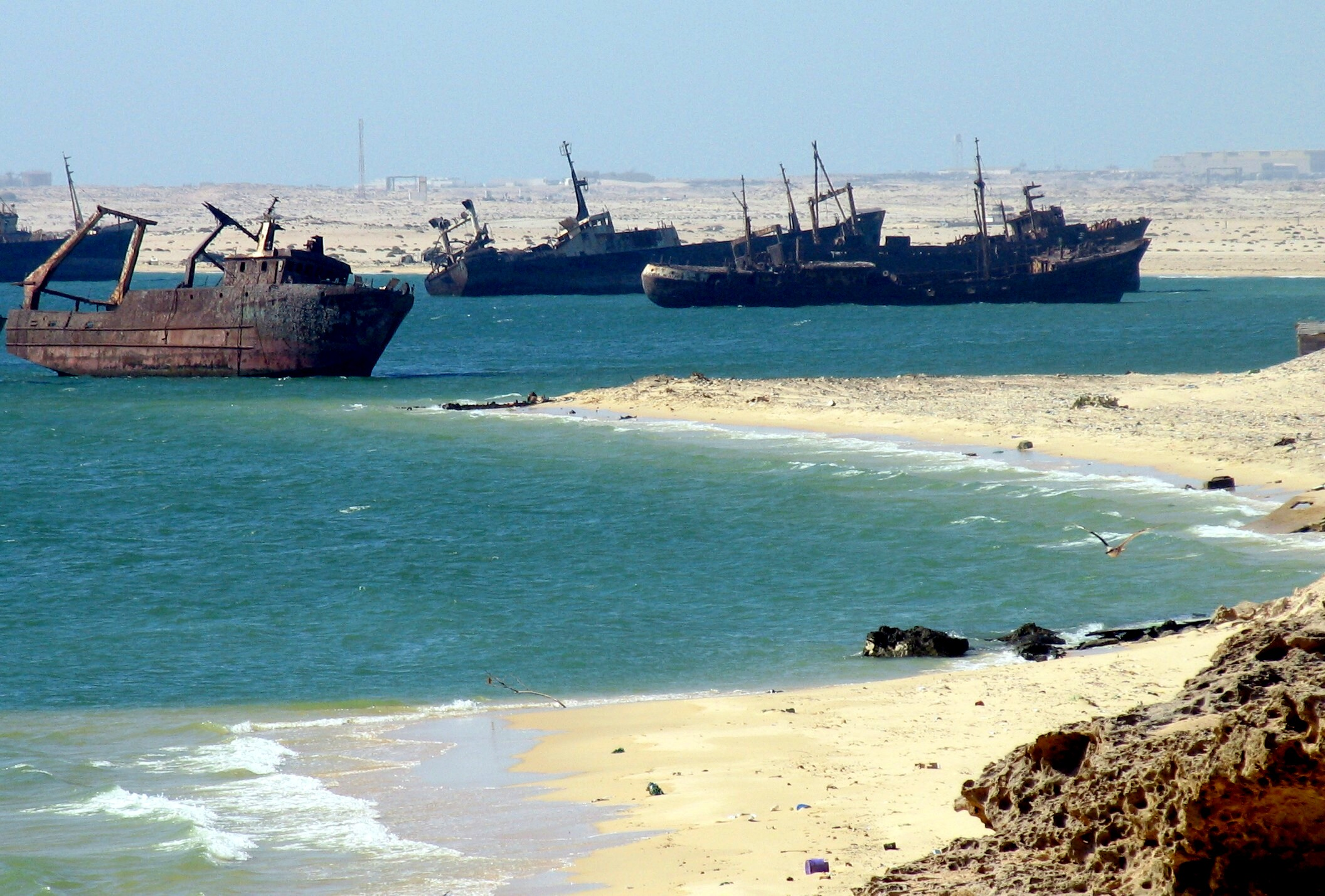
Schiffsfriedhof von Nouadhibou

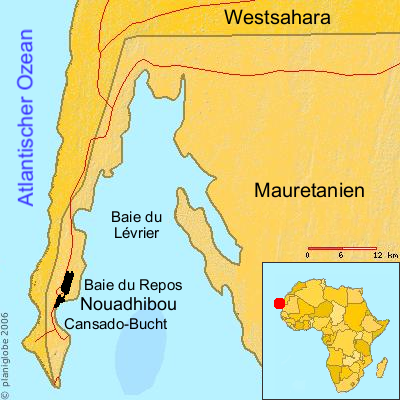
Lage des Schiffsfriedhofs von Nouadhibou

Da sich das Abwracken, also die Zerlegung und Verschrottung, beispielsweise in einer speziellen Abwrackwerft, meist nur bei sehr großen Schiffen lohnt, bestehen an vielen Küsten oder Ufern weltweit Schiffsfriedhöfe durch dem Verfall preisgegebene Schiffe.

### Nouadhibou (Mauretanien)
Der weltweit größte durch Verfall entstandene Schiffsfriedhof liegt in der Cansado-Bucht und der Baie du Repos vor Nouadhibou (früher Port-Étienne), der zweitgrößten Stadt von Mauretanien (Westafrika). Im Jahr 2004 zählte eine Expedition der Oxford University 104 Schiffe, die zumindest teilweise über die Wasseroberfläche herausragten, sowie 22 Schiffe unter der Wasseroberfläche. Die meisten Schiffe sind große Fischereifahrzeuge, die nach 1984 aufgegeben wurden, als Mauretanien eine nationale Fischflotte aufbaute und unerfahrene Fischer – unter anderem wegen Überfischung – nicht rentable oder in schlechtem Zustand befindliche Schiffe kauften und später verfallen ließen.
Ein Versuch des Fischereiministeriums, den Schiffsfriedhof zu beseitigen, war 1999 aufgrund von Protesten der Schiffseigner gescheitert. Da der Schiffsfriedhof von Nouadhibou – vor allem durch Ölverluste – ein Umweltrisiko darstellt und außerdem den Schiffsverkehr in den flachen Fahrrinnen zum Hafen behindert, hat die Europäische Union im Jahr 2006 26,2 Millionen Euro für die Schadstoffentsorgung von 55 der Wracks und ihren Abtransport an eine Lagerstelle im Norden der Bucht (Plage Nord) bereitgestellt.

### Lagos (Nigeria)
Ein weiterer sehr großer Schiffsfriedhof befindet sich vor der Küste der Hafenstadt Lagos in Nigeria. Die zahlreichen Wracks gefährden nicht nur die Umwelt und die Schifffahrt vor der nigerianischen Küste, sondern stellen auch einen schwer zugänglichen Schlupfwinkel für Kriminelle dar.

### Abidjan (Elfenbeinküste)
Ein anderer Schiffsfriedhof durch Verfall liegt seit etwa 1990 vor dem Bezirk Abidjan (bis 2002: Stadt Abidjan) in der Elfenbeinküste. Da die Schiffe den Hafen blockierten, versuchte Abidjan im Jahr 2000, den Schiffsfriedhof bei eBay zu versteigern. Voraussetzung für den Kauf war, dass der gesamte Schiffsfriedhof und nicht nur einzelne Schiffe gekauft würden. Der Ausgang der Versteigerung ist unklar; da noch immer Schiffe in der Ébrié-Lagune liegen, ist davon auszugehen, dass sich kein Bieter fand oder andernfalls zumindest ein Teil der Schiffe nicht entfernt, sondern nur in diesen Bereich der Lagune geschleppt wurde.

### Murmansk (Russland)
Am größten Standort der russischen Nordflotte in Murmansk (Seweromorsk, Belokamenka und andere Orte) liegen mehrere hundert alte Atom-U-Boote und Kriegsschiffe vor Anker und warten auf ihren Abriss. Da beispielsweise für die Atom-U-Boote notwendig wäre, die Anlagen für den Atomantrieb zu entsorgen, wirft der Abriss solcher Schiffe – anders als das übliche Abwracken in einer Abwrackwerft – keinen Gewinn ab, sondern verursacht Kosten. Ein Zeitplan für das Abwracken der Schiffe in Murmansk liegt daher bisher nicht vor, so dass die Schiffe in der Zwischenzeit verfallen und in Einzelfällen bereits auf den Hafengrund gesunken sind.

### Weitere Schiffsfriedhöfe durch Verfall

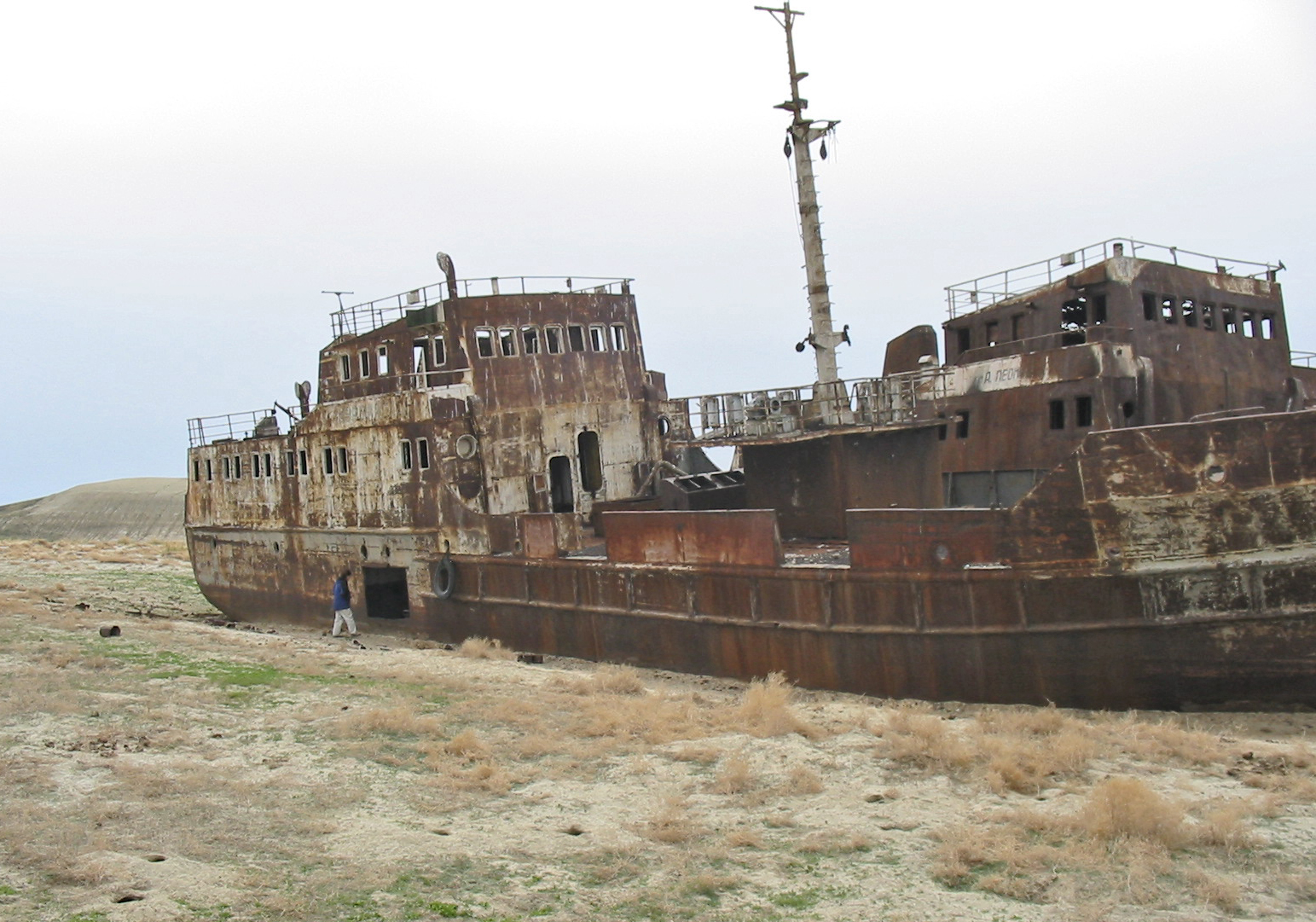
Verlandung des Aralsees

Neben den großen Schiffsfriedhöfen gibt es viele Stellen, an denen in Häfen oder ehemaligen Werften Schiffe dem Verfall überlassen werden. Dazu gehört beispielsweise ein Teil des Hafens von Mar del Plata in Argentinien, der nicht zuletzt wegen einer auf den Schiffen lebenden Mähnenrobbenkolonie zu einem Ziel von Rucksackreisenden geworden ist. Ein anderer Schiffsfriedhof liegt im Westen von Staten Island im US-Bundesstaat New York, am Ufer des Tidengewässers Arthur Kill.

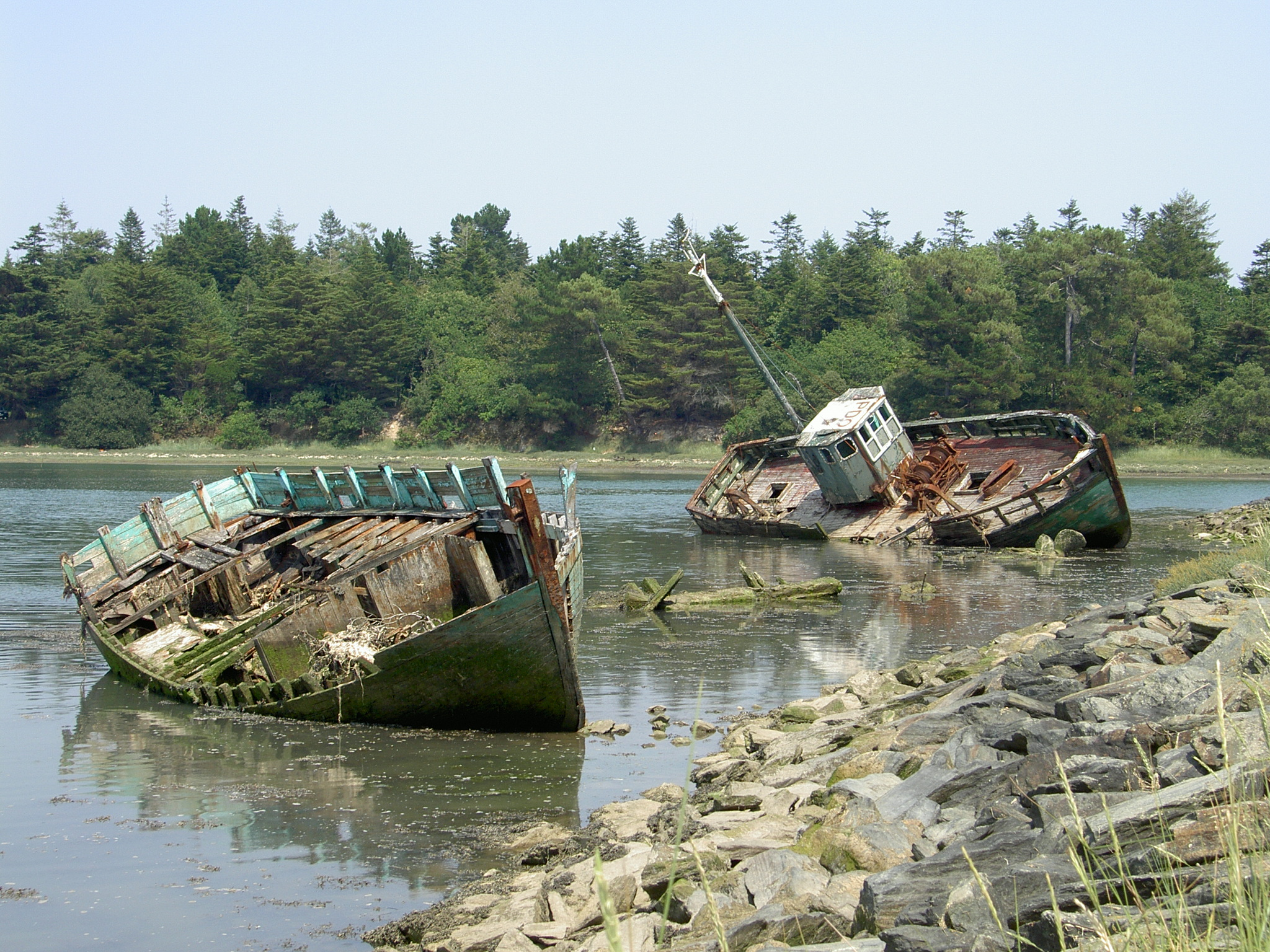
Boote in der Bretagne

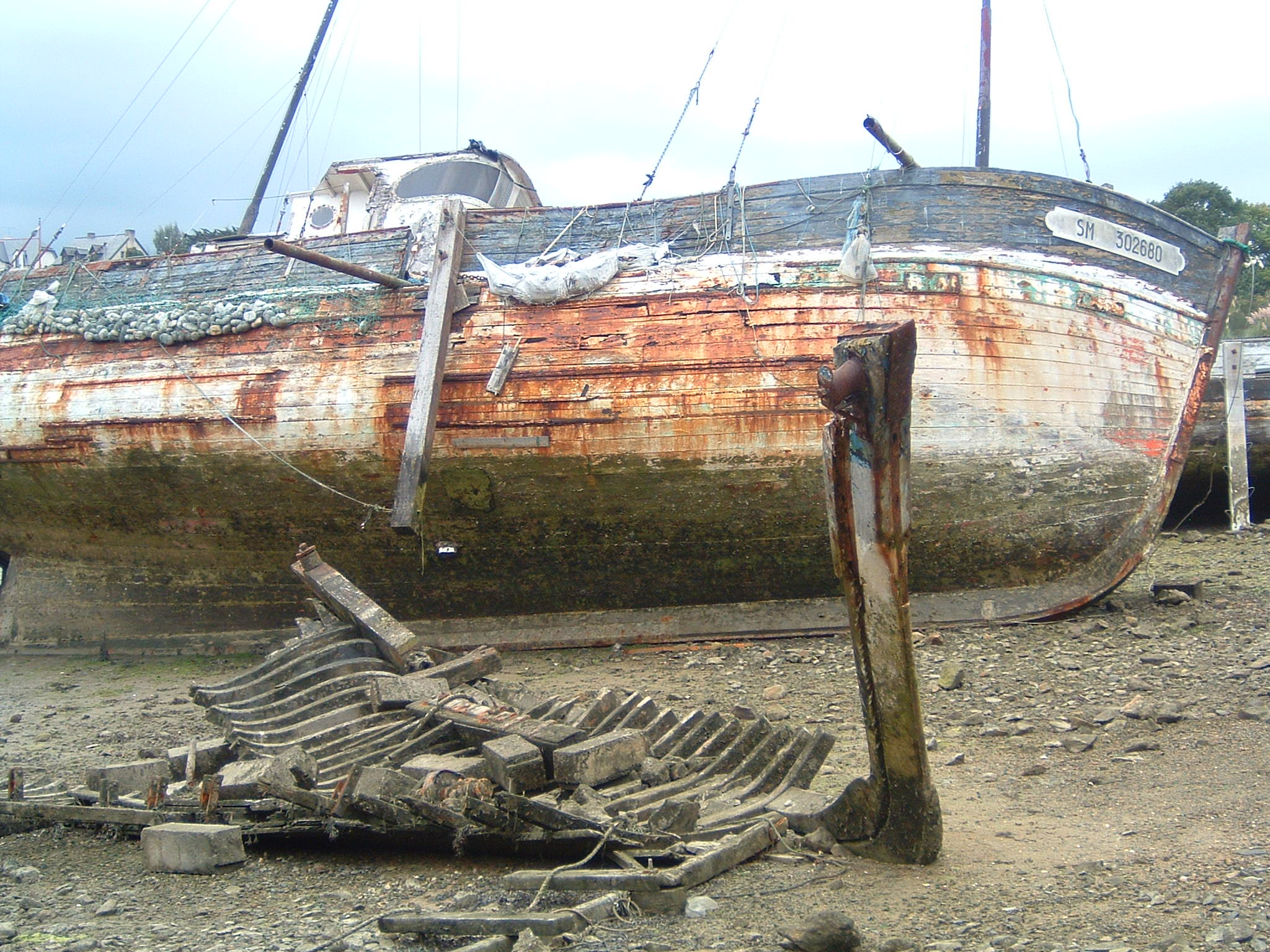
Verrottende Boote am Fluss Rance in der Bretagne

Einen besonderen Fall bildet der Aralsee zwischen Usbekistan und Kasachstan – aufgrund des dramatisch sinkenden Wasserpegels haben sich die früheren Ufer oft um viele Kilometer verschoben. So liegt der ehemalige Hafen der früheren Fischereistadt Moʻynoq heute mehr als 100 Kilometer vom Ufer entfernt. Schiffe, die aus wirtschaftlichen Gründen (Fischsterben) oder aber aufgrund des geschrumpften Sees nicht mehr eingesetzt werden, verrotten nun an einigen Stellen auf dem Trockenen mitten in der Wüste Aralkum.
Daneben werden in vielen Gegenden auch einzelne und vor allem kleinere Schiffe entlang von Küsten oder Uferbänken dem Verfall preisgegeben. Beispielsweise sind entlang der bretonischen Küsten und Flussmündungen an vielen Stellen einzelne oder nebeneinander liegende verrottende Holzrümpfe zu sehen. Aufgrund der geringen Zahlen der Schiffe (etwa in der Bretagne selten über drei Schiffe gemeinsam) werden solche Stellen allerdings nicht immer als übliche Schiffsfriedhöfe bezeichnet. Ein größerer Friedhof für Fischerboote befand sich bei Guilvinec.
Da auch kleinere Schiffsfriedhöfe oft zu Umweltschäden führen, sind sie in Industrieländern seltener zu finden oder werden zum Teil kostenaufwendig entfernt.